# Stella de Heij
Stella de Heij (ur. 17 stycznia 1968) – holenderska hokeistka na trawie. Brązowa medalistka olimpijska z Atlanty.
Była bramkarką. W reprezentacji Holandii rozegrała 18 spotkań. Zawody w 1996 były jej jedynymi igrzyskami olimpijskimi. W 1995 triumfowała w mistrzostwach Europy.